# Saison 2025 de l'équipe cycliste masculine Lidl-Trek
La saison 2025 de l'équipe cycliste Lidl-Trek est la quinzième de cette équipe.

## Coureurs et encadrement technique

### Effectif
| Coureur                 | Date de Nais.     | Nationalité        | Équipe en 2024             | Vict. | Cont.             | Maillot dist.              |
| ----------------------- | ----------------- | ------------------ | -------------------------- | ----- | ----------------- | -------------------------- |
| Andrea Bagioli          | 23 mars 1999      | Italie             | Lidl-Trek                  | 0     | 01/2024 - 12/2026 |                            |
| Julien Bernard          | 17 mars 1992      | France             | Lidl-Trek                  | 0     | 01/2016 - 12/2025 |                            |
| Giulio Ciccone          | 20 décembre 1994  | Italie             | Lidl-Trek                  | 3     | 01/2019 - 12/2027 |                            |
| Simone Consonni         | 12 septembre 1994 | Italie             | Lidl-Trek                  | 0     | 01/2024 - 12/2025 |                            |
| Tim Declercq            | 21 mars 1989      | Belgique           | Lidl-Trek                  | 0     | 01/2024 - 12/2025 |                            |
| Tao Geoghegan Hart      | 30 mars 1995      | Royaume-Uni        | Lidl-Trek                  | 0     | 01/2024 - 12/2026 |                            |
| Amanuel Ghebreigzabhier | 17 août 1994      | Érythrée           | Lidl-Trek                  | 1     | 01/2021 - 12/2026 | - Contre-la-montre         |
| Ryan Gibbons            | 13 août 1994      | Afrique du Sud     | Lidl-Trek                  | 0     | 01/2024 - 12/2025 |                            |
| Daan Hoole              | 22 février 1999   | Pays-Bas           | Lidl-Trek                  | 2     | 01/2022 - 12/2025 | - Contre-la-montre         |
| Lennard Kämna           | 9 septembre 1996  | Allemagne          | Red Bull-Bora-Hansgrohe    | 0     | 01/2025 - 12/2027 |                            |
| Alex Kirsch             | 12 juin 1992      | Luxembourg         | Lidl-Trek                  | 0     | 01/2019 - 12/2025 |                            |
| Patrick Konrad          | 13 octobre 1991   | Autriche           | Lidl-Trek                  | 0     | 01/2024 - 12/2025 |                            |
| Søren Kragh Andersen    | 10 août 1994      | Danemark           | Alpecin-Deceuninck         | 1     | 01/2025 - 12/2026 | - Route                    |
| Juan Pedro López        | 31 juillet 1997   | Espagne            | Lidl-Trek                  | 0     | 01/2020 - 12/2025 |                            |
| Jonathan Milan          | 1er octobre 2000  | Italie             | Lidl-Trek                  | 8     | 01/2024 - 12/2026 |                            |
| Bauke Mollema           | 26 novembre 1986  | Pays-Bas           | Lidl-Trek                  | 0     | 01/2015 - 12/2026 |                            |
| Jacopo Mosca            | 29 août 1993      | Italie             | Lidl-Trek                  | 0     | 08/2019 - 12/2025 |                            |
| Thibau Nys              | 12 novembre 2002  | Belgique           | Lidl-Trek                  | 1     | 01/2023 - 12/2026 |                            |
| Sam Oomen               | 15 août 1995      | Pays-Bas           | Lidl-Trek                  | 0     | 01/2024 - 12/2026 |                            |
| Mads Pedersen           | 18 décembre 1995  | Danemark           | Lidl-Trek                  | 13    | 01/2017 - 12/2025 | - Contre-la-montre         |
| Quinn Simmons           | 8 mai 2001        | États-Unis         | Lidl-Trek                  | 3     | 01/2020 - 12/2026 | - Route                    |
| Mattias Skjelmose       | 26 septembre 2000 | Danemark           | Lidl-Trek                  | 2     | 01/2021 - 12/2026 |                            |
| Toms Skujiņš            | 15 juin 1991      | Lettonie           | Lidl-Trek                  | 2     | 01/2018 - 12/2026 | - Route - Contre-la-montre |
| Jasper Stuyven          | 17 avril 1992     | Belgique           | Lidl-Trek                  | 0     | 01/2014 - 12/2025 |                            |
| Tim Torn Teutenberg     | 19 juin 2002      | Allemagne          | Lidl-Trek Future Racing    | 0     | 01/2025 - 12/2026 |                            |
| Edward Theuns           | 30 avril 1991     | Belgique           | Lidl-Trek                  | 1     | 01/2019 - 12/2025 |                            |
| Mathias Vacek           | 12 juin 2002      | République tchèque | Lidl-Trek                  | 3     | 01/2023 - 12/2025 | - Route - Contre-la-montre |
| Otto Vergaerde          | 15 juillet 1994   | Belgique           | Lidl-Trek                  | 0     | 01/2022 - 12/2025 |                            |
| Carlos Verona           | 4 novembre 1992   | Espagne            | Lidl-Trek                  | 1     | 01/2024 - 12/2025 |                            |
| Albert Withen Philipsen | 3 septembre 2006  | Danemark           | Tscherning Cycling Academy | 0     | 01/2025 - 12/2028 |                            |

## Champions nationaux, continentaux et mondiaux
| Date         | Course                                                  | Maillot | Coureurs                | Pays               | Lieu                 |
| ------------ | ------------------------------------------------------- | ------- | ----------------------- | ------------------ | -------------------- |
| 26 mai 2025  | Championnat des États-Unis de cyclisme sur route        |         | Quinn Simmons           | États-Unis         | Charleston           |
| 24 juin 2025 | Championnat des Pays-Bas du contre-la-montre            |         | Daan Hoole              | Pays-Bas           | Surhuisterveen       |
| 25 juin 2025 | Championnat de Lettonie du contre-la-montre             |         | Toms Skujiņš            | Lettonie           | Riga                 |
| 26 juin 2025 | Championnat de République tchèque du contre-la-montre   |         | Mathias Vacek           | République tchèque | Horné Naštice        |
| 27 juin 2025 | Championnat du Danemark du contre-la-montre             |         | Mads Pedersen           | Danemark           | Aalborg              |
| 27 juin 2025 | Championnat d'Érythrée du contre-la-montre              |         | Amanuel Ghebreigzabhier | Érythrée           |                      |
| 29 juin 2025 | Championnat du Danemark de cyclisme sur route           |         | Søren Kragh Andersen    | Danemark           | Aalborg              |
| 29 juin 2025 | Championnat de République tchèque de cyclisme sur route |         | Mathias Vacek           | République tchèque | Bánovce nad Bebravou |
| 29 juin 2025 | Championnat de Lettonie de cyclisme sur route           |         | Toms Skujiņš            | Lettonie           | Cesu Novads          |